# Оквил (Ајова)
Оквил (енгл. Oakville) град је у америчкој савезној држави Ајова. По попису становништва из 2010. у њему је живело 173 становника.

## Демографија
Према попису становништва из 2010. у граду је живело 173 становника, што је -266 (-60.6%) становника више него 2000. године.
| Група             | 2000.       | 2010.       |
| Белци             | 432 (98,4%) | 166 (96,0%) |
| Афроамериканци    | 0 (0,0%)    | 0 (0,0%)    |
| Азијати           | 2 (0,5%)    | 0 (0,0%)    |
| Хиспаноамериканци | 4 (0,9%)    | 5 (2,9%)    |
| Укупно            | 439         | 173         |